# 李開春
李開春（？—？），號真吾，江西瑞州府上高縣人，明朝政治人物。

## 生平
萬曆元年（1573年）癸酉科江西鄉試舉人。萬曆二十年（1592年），登壬辰科第三甲第二十五名進士。吏部觀政，六月接替傅慶貽，擔任直隸常州府宜興縣知縣，二十二年調簡，由秦尚明接任知縣。二十七年調任扬州府泰兴县知县，三十年仕至廣州府同知。

## 家族
曾祖李玉瑞；祖父李鵲（李鶚）；父李伯愛（李伯浚），俱壽官。